# Битва у Медвежьего брода
Битва у Медвежьего брода — сражение июня 1608 года, в котором правительственное войско под предводительством боярина Ивана Куракина нанесло поражение войску литовского шляхтича и полковника Александра Лисовского, состоявшего на службе у Лжедмитрия II.

## Предыстория
В марте 1608 года Лисовский отделился от основных войск Лжедмитрия под Болховом и двинулся в сторону рязанских земель. Пополняясь остатками бывших болотниковцев, он взял без боя Епифань, Михайлов и Зарайск. Когда к Зарайску подошло лояльное Василию Шуйскому рязанско-арзамасское войско, Лисовский нанёс ему тяжёлое поражение. После этого он стремительным ударом овладел Коломной, где захватил множество орудий. С ними он намеревался идти на соединение с основными силами Лжедмитрия II, ставшего лагерем в Тушине и осаждавшего Москву.

## Ход битвы
На перевозе через Москву-реку у Медвежьего брода (между Коломной и Москвой) Лисовского неожиданно атаковало царское войско под предводительством Ивана Куракина, в частности сторожевой полк его рати во главе с Василием Бутурлиным. Обременённые тяжёлым «нарядом» и обозом, воины Лисовского, привыкшие к манёвренным боям, потерпели серьёзное поражение и потеряли все свои коломенские трофеи, а также захваченных в Коломне пленников (среди которых был князь Владимир Долгоруков).
Роспись воевод правительственной армии в бою у Медвежьего брода
- Большой полк: боярин князь И. С. Куракин, Г. Г. Пушкин
- Передовой полк: Б. М. Лыков, князь Г. К. Волконский
- Сторожевой полк: В. И. Бутурлин, князь Ф. И. Волконский

## Последствия
После победы у Медвежьего брода Куракин вновь отбил у сторонников Лжедмитрия II Коломну. Лисовскому пришлось вернуться на границу с Полем, после чего прорываться в Тушино, обходя Нижний Новгород, Владимир и Троице-Сергиев монастырь. Лжедмитрий II, осаждавший Москву, недополучил важные осадные орудия, а также не мог более рассчитывать на блокаду Москвы с юго-востока.